# Séamus Cunningham
Séamus Cunningham (* 7. Juli 1942 in Castlebar, County Mayo, Irland) ist ein irischer Geistlicher und emeritierter römisch-katholischer Bischof von Hexham und Newcastle in England.

## Leben
Cunningham besuchte das St. Nathy’s College in Ballaghaderreen. Am St. John’s College in Waterford bereitete er sich auf seine Priesterweihe vor, die er am 12. Juli 1966 empfing.
2009 wurde er von Papst Benedikt XVI. zum 13. Bischof des Bistums Hexham und Newcastle ernannt. Die Bischofsweihe spendete ihm am 20. März 2009 der Erzbischof von Liverpool, Patrick Kelly; Mitkonsekratoren waren sein Vorvorgänger Ambrose Griffiths und der Bischof von Lancaster, Michael Campbell.
Papst Franziskus nahm am 4. Februar 2019 seinen altersbedingten Rücktritt an.